# 凡尔登主教座堂

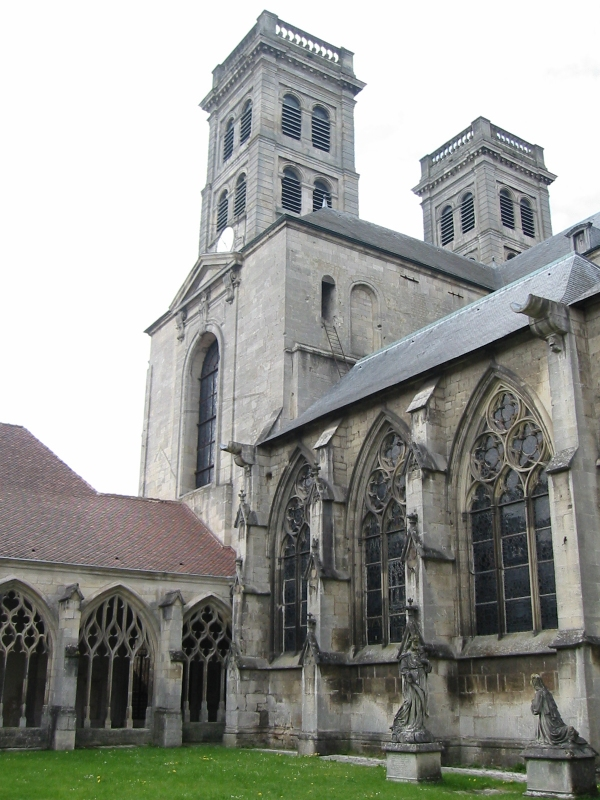

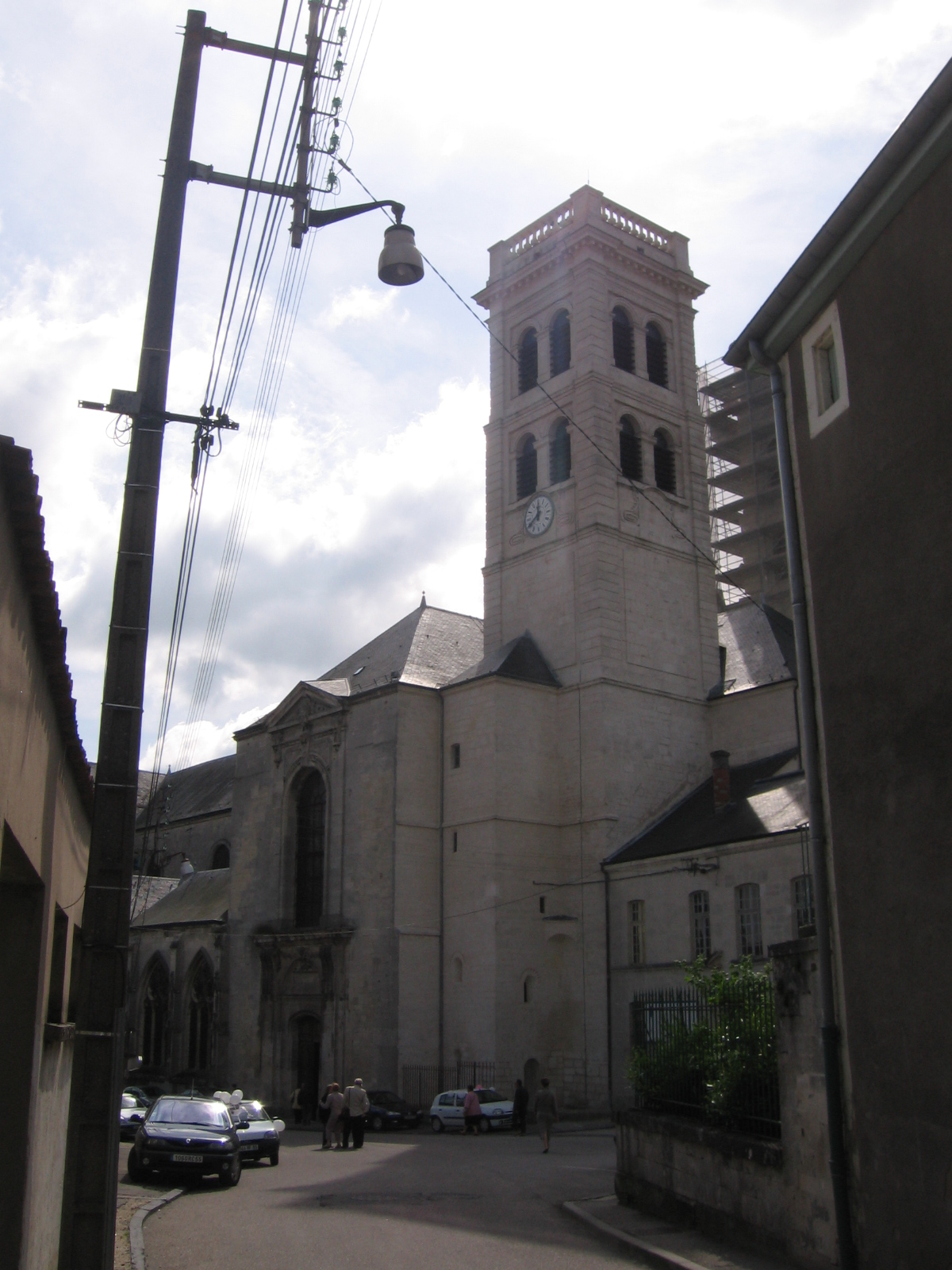
凡尔登主教座堂

凡尔登圣母主教座堂（法語：Cathédrale Notre-Dame de Verdun）是天主教凡尔登教区的主教座堂，法国历史古迹，位于洛林大区城市凡尔登。
该堂创建于330年。此后历经改建。该堂在第一次世界大战期间严重受损，战后于1920-1936年间修复。